# Aloe bertemariae
Aloe bertemariae är en grästrädsväxtart som beskrevs av Sebsebe Demissew och Dioli. Aloe bertemariae ingår i släktet Aloe och familjen grästrädsväxter.
Artens utbredningsområde är Etiopien. Inga underarter finns listade i Catalogue of Life.